# 김수경 (성우)
김수경(1962년 8월 2일 ~ )은 대한민국의 성우이다. 1982년 KBS 17기 공채 성우로 데뷔하였다. 2000년에 미국으로 이민을 간 이후 작품 활동은 없는 상태이다.

## 출연 작품
굵은 글씨는 메인 캐릭터.

### TV 애니메이션
- Happy birthday to China (투니버스) - 차이나
- 검용전설 야이바 (SBS, 비디오) - 은소라
- 고슴도치 소닉 (SBS) - 샐리
- 공룡시대 5 (KBS) - 덩키
- 꼬마탐정 가제트 (KBS) - 헤더 요원
- 꽃천사 루루 (KBS) - 키티
- 내 사랑 유미 (투니버스) - 채유미
- 노래전사 마이크 보이 (비디오) - 왕공주
- 녹색전차 해모수 (KBS) - 보라
- 늑대개 발토 (비디오) - 로지
- 달의 요정 세일러문 (KBS) - 꼬마 세라, 블랙 레이디, 앤, 모니카 / 세일러 넵튠, 디디 / 세일러 스타 힐러, 꼬마 또또
- 동창회 (비디오) - 미라
- 들장미 소녀 린 (SBS) - 린 러셀
- 디즈니 인어공주 (KBS) - 에리얼(나중)
- 란마1/2 (비디오/97' 新란마) - 주세나, 샴푸
- 레스톨 특수구조대 (KBS) - 미아, 알사트 스태프
- 마법소녀 리나 (SBS) - 여인왕국의 미나공주
- 무지개요정 큐티하니 (SBS) - 하니
- 백설공주와 일곱 난쟁이 (KBS) - 백설공주
- 버키와 투투 (KBS) - 슈
- 빅토리 구슬동자 (SBS) - 마녀봉(처음)
- 빨간망토 차차 (SBS) - 차차
- 생쥐의 세계여행 (EBS) - 사샤
- 신기한 스쿨버스 (EBS) - 피비
- 양배추 인형의 클럽하우스 (비디오) - 프리시
- 엄마는 4학년 (투니버스) - 한수정
- 옛날 옛적에 (KBS) - 꽃순이
- 요술곰의 모험나라 (KBS) - 칼라 공주
- 요술공주 밍키 (SBS) - 리리토, 인어아가씨, 맥꽁
- 요술쟁이 지니아저씨 (EBS) - 페넬로페
- 용의 아들 (SBS) - 스핀
- 우주용사 씽씽캅 (KBS)
  - 슈퍼 씽씽캅 (KBS) - 은방울
- 울트라 탐험대 (SBS) - 아람
- 자니 브라보 (투니버스) - 수지
- 잠의 요정 나일러스 (EBS) - 에이미
- 쫑아는 사춘기 (어린이TV) - 나쫑아 (1기)
- 천공전사 젠키  (비디오)
- 출격! 로보텍 (SBS) - 린 민메이, 샤미
- 컴퓨터 용사 가디언 (어린이TV) - 안드레아
- 콤콤보이 와프로만 (비디오) - 장 선생
- 테카맨 블레이드 (비디오)
- 트라이건 (비디오) - 램
- 헬로 스팽크 (투니버스) - 김난주
- 형사 가제트 (비디오) - 페니

### 극장용 애니메이션
- 건 드레스 (극장) - 타카코 호라이지
- 인어공주 (극장) - 에리얼
  - 인어공주 2 : 바다로의 귀환 (비디오) - 에리얼

### 특수 촬영 드라마
- 지구방위대 후뢰시맨 (VIDEO) - 레이 네펠, 강박사 부인
- 평화의 전사 라이브맨 (VIDEO) - 강철 코론
- 무적의 자스피온 (VIDEO) - 남자아이의 추장, 은미

### 외화

#### 전담배우
- 관즈린
  - 부귀열차 (SBS) - 소칠
  - 속 프로젝트 A (KBS) - 백아영
  - 용형호제 (KBS) - 로라
  - 유덕화의 도망자 (KBS) - 모나
  - 정고전가 (KBS) - 진라라
  - 하일복성 (KBS) - 순진해
  - 이연걸의 황비홍 (KBS) - 소군

#### 드라마
- 베이사이드 얄개들 (SBS) - 린지
- 우리친구 웨인 (EBS) - 로지 (브룩 하몬)

#### 영화
- 7일간의 사랑 (SBS) - 폴라 벡위드 (미시 프란시스)
- 경천 12시 (KBS) - 뚱보의 동생 (수라서)
- 공포의 비행 (KBS)
- 구두가 발에 맞는다면 (SBS) - 켈리(제니퍼 그레이)
- 난파선 (KBS) - 메리(루이자 밀우드 헤이그)
- 사랑의 만화경 (SBS)
- 내 사랑 신디 (KBS) - 아이리스 (데빈 드바스크)
- 내 이름은 던스턴 (KBS) - 카일(에릭 로이드)
- 노인과 바다 (KBS) - 안젤라(밸런티나 퀸) / 마리아(설리 디아즈)
- 단테스 피크 (SBS)
- 당산대형(SBS) - 메이(이의)
- 대소비도 (KBS) - 살쾡이 (장만옥)
- 데이라이트 (KBS) - 애슐리(대니엘 해리스)
- 데이트 소동 (KBS) - 할리 (엘리자베스 하노이)
- 마네킹 2 (SBS) - 제시 (크리스티 스완슨)
- 사브리나 (KBS) - 사브리나 페어차일드 (오드리 헵번)
- 아수라 (SBS) - 아수라(엽온의)
- 아이가 커졌어요 (KBS)
- 양키 줄루 (KBS) - 티엥키 (미쉘 보이스)
- 영웅본색 (SBS) - 재키 (주보의)
  - 영웅본색 2 (SBS) - 재키 (주보의)
- 견자단의 정무문 (KBS) - 유미(유키코) (만기문)
- 천녀유혼 3 (KBS) - 소접 (이지)
- 칵테일 (KBS) - 코랄 (지나 거숀)
- 콜리야 (KBS) - 콜리야 (안드레이 샬리몬)
- 태극권 (KBS) - 동아 (원걸영)
- 페노메논 (KBS) - 레이스의 아들 (데이비드 갤러거)
- 폭로 (KBS) - 신디 (재클린 김)
- 프랑스 중위의 여자 (KBS) - 어니스티나 (린시 백스터)

### 게임
- 소녀 마법사 레네트 - 파르페